# Grilled Cheesus
«Grilled Cheesus» (llamado Sandwich santo en Hispanoamérica) es el tercer episodio de la segunda temporada de la serie de televisión estadounidense Glee y el vigésimo quinto de su cómputo general. Fue escrito por Brad Falchuk y dirigido por Alfonso Gomez-Rejon. Fue estrenado por Fox el 5 de octubre de 2010 en Estados Unidos. Antes de su estreno, el cocreador de la serie Ryan Murphy opinó que el episodio sería el más controversial de Glee por tratar sobre la religión y el significado de Dios para los miembros del coro. Cuando Burt Hummel (Mike O'Malley) tiene un infarto, el coro intenta apoyar a su hijo Kurt (Chris Colfer) a través de sus diferentes creencias. Mientras tanto, Finn Hudson (Cory Monteith) encuentra la cara de Jesús en su sándwich de queso.
Murphy esperaba hacer una representación equilibrada de la religión, Falchuk e Ian Brennan aseguraron que hubo una igualdad entre los comentarios a favor y en contra de la religión. En este episodio se interpretan siete canciones, las cuales lograron obtener un lugar en Billboard Hot 100. Los críticos no estuvieron acuerdo sobre si las interpretaciones musicales fueron apropiadas, algunos criticaron la relación entre las canciones y la religión y otros apreciaron que las versiones de Glee le dieron un nuevo significado a las canciones.
«Grilled Cheesus» fue visto por 11,2 millones de espectadores estadounidenses y fue el segundo programa más visto de la semana. El episodio recibió críticas mixtas, mientras que las actuaciones de Colfer y O'Malley y la equidad entre los diferentes puntos de vista sobre la religión recibieron elogios de los críticos. Sin embargo, otros criticaron el episodio por su falta de sutileza y Lisa Respers France de CNN denunció que era una presentación de Colfer para el premio Emmy.

## Trama
Finn Hudson (Cory Monteith) cree que encontró la cara de Jesús en un sándwich de queso, pide ser recompensado con tres deseos; que el equipo de fútbol gane un juego, que Rachel (Lea Michele) lo deje tocar sus senos, y que vuelva a ser el atacante del equipo. Cuando su primer deseo se vuelve realidad, pide a los miembros del coro honrar a Jesús mediante canciones. 
Kurt Hummel (Chris Colfer) se siente devastado cuando a Burt, su padre, le da un infarto. Su mejor amiga, Mercedes (Amber Riley) le canta «I Look to You» de Whitney Houston, con la esperanza de que le de fuerza para salir adelante mediante la religión. Sin embargo, Kurt revela que es ateo. La entrenadora Sue Sylvester (Jane Lynch), también atea, le disgusta que el coro cante canciones religiosas, y hace que Kurt haga una queja formal al director. Cuando acude con la consejera escolar Emma Pillsbury (Jayma Mays), Sue admite que en su infancia, le pedía a Dios que curara a su hermana Jean (Robin Trocki), quien tiene síndrome de Down. Sus plegarias nunca se hicieron realidad, llevándola a creer que Dios no existe.
Mercedes, Rachel y Quinn (Dianna Agron) oran por Burt, Rachel canta "Papa, Can You Hear Me?" de Yentl a su lado. Kurt se resiste, y luego canta «I Want to Hold Your Hand» de The Beatles, afirmando que su fe es su amor por su padre. Acepta la invitación hecha por Mercedes de asistir a su iglesia, donde el coro canta «Bridge over Troubled Water». En la iglesia, Mercedes pide a su congregación que orar por los Hummel.
Los deseos restantes de Finn también se cumplen. Una tarde, Rachel visita a Finn a su casa y le dice que preferiría que sus hijos sean judíos, Finn le dice que sus hijos serán lo que ella decida para demostrarle que la ama, ella deja que le toque sus senos mientras se besan. Más tarde, Finn es reintegrado al equipo como atacante, ya que Sam Evans (Chord Overstreet) se lesiona en un partido, dislocándose el hombro. Finn se siente culpable y se lo confiesa a Emma, quien le dice que es muy improbable que Dios se comunique con él atreves de un sándwich de queso. Decepcionado y dudando si en verdad encontró la fe, canta «Losing My Religion» de R. E. M..
Al lado de la cama de Burt, Kurt le dice que debió de aceptar las oraciones de sus amigos. Mientras llora, Burt empieza a tomar conciencia y sujeta la mano de su hijo, Mientras tanto, Sue visita a Jean y platica con ella de Dios, Jean le pregunta si desea que ore por ella y Sue acepta. Más tarde, el coro se reúne para cantar «One of Us» de Joan Osborne. Sue los ve, pero le dice a Will que no los reportará por interpretar una canción religiosa. En su casa, Finn se come el sándwich de queso.

## Producción
«Grilled Cheesus» pretende iniciar una trama en la serie sobre los miembros del coro que son víctimas del acoso escolar. Para la segunda temporada de Glee, Murphy confirmó el casting para un personaje cristiano en la serie, expresando sus deseos de mantener a Glee como un «programa sobre aceptación». En una entrevista con TV Guide, Murphy dijo sobre la cristiandad «si estamos tratando de formar un mundo de aceptación, debemos de incluir ese tema también». Predicó que «Grilled Cheesus» sería el episodio más controversial de la serie hasta ese día, ya que muestra la importancia de Dios para los personajes. Murphy sintió que hablar sobre la religión era «[su] obligación», y comparó a «Grilled Cheesus» con los programas de Norman Lear de 1970. Esperó equilibrar los comentarios sobre la religión, y él, Brennan y Falchuk revisaron el guion para que por cada comentario antireligioso, hubiera otro a favor para nivelarlo. El episodio hace referencia a otras religiones además de la cristiana; Puck y Rachel son judíos, Kurt contrata a una acupunturista quien practica el sijismo, y menciona el pastafarismo.

La escena del argumento filosófico que Sue le dice a Emma de la religión es la escena en la que Murphy se ha sentido más «orgulloso de estar involucrado en toda [su] carrera». Al explicar la posición de Sue en la religión dijo: «Sue es atea, pero me encanta que ella no quiera serlo. Ella y Kurt le están diciendo al mundo, 'Pruébenos que estamos equivocados: Si Dios es bueno y misericordioso, hazme creer en Él'».  Murphy sintió que hubiera sido fácil que Kurt hubiera cantado una canción antireligiosa, pero en vez de eso decidió darle una canción sobre su fe en el amor.
O'Malley fue un personaje recurrente en la primera temporada, y fue promovido a personaje regular en la segunda. Él comentó que el episodio sería emocional, desarrollando la relación entre padre e hijo. Los personajes recurrentes que aparecen en el episodio son Mike Chang (Harry Shum, Jr.), el jugador de fútbol Sam Evans (Chord Overstreet), el director Figgins (Iqbal Theba), la entrenadora del equipo de fútbol Shannon Beiste (Dot-Marie Jones), la madre de Finn Carole Hudson (Romy Rosemont), y la hermana de Sue, Jean Sylvester (Robin Trocki). Un Kurt de ocho años aparece en algunos flashbacks, incluyendo el funeral de su madre, fue interpretado por Adam Kolkin.

## Música
Toda la música de este episodio fue incluida en la cuarta banda sonora de Glee, y todas están disponibles para descargar desde la web oficial.

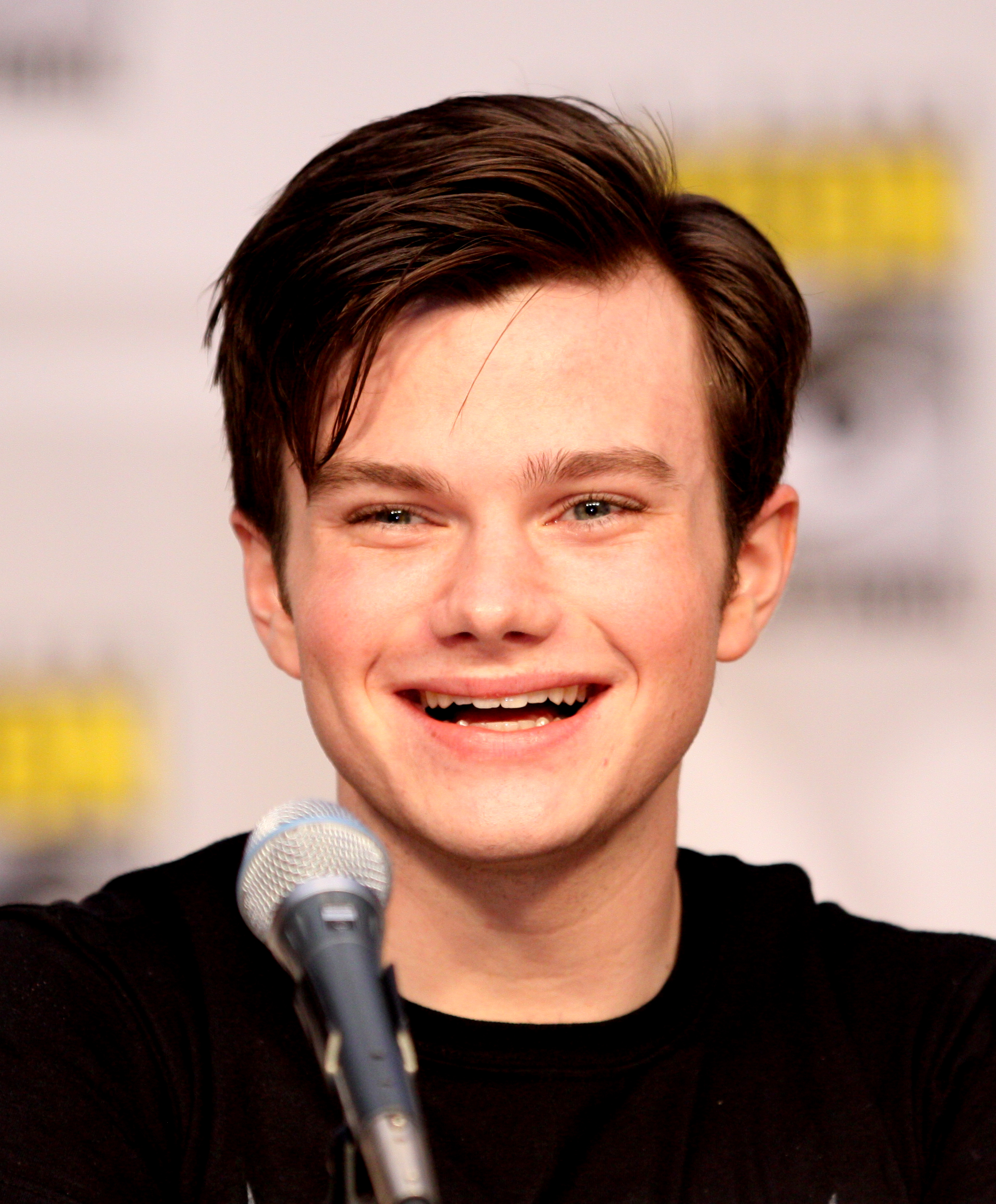
Chris Colfer interpretó la canción de The Beatles, «I Want to Hold Your Hand», dándole un nuevo significado para el momento por él que pasaba, ya que la versión original trata sobre creer en el amor.

- «Only The Good Die Young» de Billy Joel Cantada por Puck.
- «I Look To You» de Whitney Houston Cantada por Mercedes.
- «Papa, Can You Hear Me?» de Barbra Streisand Cantada por Rachel.
- «I Want to Hold Your Hand» de The Beatles Cantada por Kurt.
- «Losing My Religion» de R. E. M. Cantada por Finn.
- «Bridge over Troubled Water» de Simon & Garfunkel Cantada por Mercedes.
- «One of Us» de Joan Osborne Cantada por New Directions.[14]

## Recepción

### Audiencia
Durante su emisión original, «Grilled Cheesus» fue visto por 11,2 millones de espectadores en Estados Unidos y alcanzó una calificación 4,6 en el demográfico de 18-49, se vio una disminución respecto al episodio anterior, que fue visto por 13,51 millones de espectadores y obtuvo una calificación de 5,9. En Canadá, el episodio fue visto por 1,99 millones de espectadores y fue el programa más visto de la semana. Fue otra vez más bajo que en el episodio anterior, que fue visto por 2 460 000 espectadores, lo que lo convierte el sexto programa más visto de la semana. En Australia, «Grilled Cheesus», fue seguido por 1 029 000 espectadores, ubicándolo como el undécimo de la noche. En el Reino Unido, el episodio fue visto por 2,502 millones de espectadores, convirtiéndose en el programa más visto de la semana, y el espectáculo más visto en televisión por cable.

### Crítica
El episodio recibió críticas mixtas de los críticos. Tim Stack de Entertainment Weekly lo nombró como uno de sus episodios favoritos de la serie, lo calificó de «no sólo es divertido y conmovedor, sino que es increíblemente importante», tanto por su elemento religioso y el mensaje de tolerancia. Stack elogió la actuación de Colfer y O'Malley, al igual que Robert Bianco del USA Today, quien considera que el episodio es «inteligente, en movimiento, la exploración musical del poder y los límites de la fe y la religión en una sociedad democrática».  Bianco comentó positivamente la forma en que Colfer utiliza el canto, llamándolo «un ejemplo clásico de lo que la música puede añadir al drama». Mark Perigard del Boston Herald fue más allá en su alabanza, considerando que «Grilled Cheesus» es la combinación perfecta de música, la caracterización y la trama, y fácilmente a la hora de secuencias de comandos, es más provocativo el horario estelar de la nueva temporada, Perigard aprecia el hecho de que no había respuestas fáciles, sin caracteres sometidos a conversiones religiosas en el transcurso del episodio. Raymund Flandez de The Wall Street Journal consideró que «Grilled Cheesus» logró equilibrar los puntos de vista opuestos, dando lugar a "un episodio matizado, atípicos de Glee que era a la vez emocional y emotivo.

Lisa Respers France de CNN estaba consternada de que el episodio se sintiera forzado. No le gustaba la reacción "exagerada" de Kurt a las oraciones de sus amigos y la subtrama "tonta" del sándwich de queso, sin embargo deseaba que se hubiera centrado más en la subtrama de Sue. Kevin Fallon de The Atlantic criticó la falta de sutileza del episodio, sintiendo que en su intento de ser controvertido, Glee se convirtió en un cliché especial después de la escuela. Fallon había estado emocionado de ver la religión y la homosexualidad abordadas en Glee, pero estaba decepcionado de que el resultado final estuviera "completamente desprovisto de humor", con un diálogo "tan forzado, rígido y serio que el tratamiento del tema fue en gran medida ineficaz y demasiado. fácil de burlarse ". Benigno también comentó negativamente sobre la falta de sutileza, considerándola el "mayor defecto" de Glee. Sin embargo, elogió la actuación de Lynch y escribió: "Es indignante lo buena que es a pesar de tener solo tres escenas de tiempo en pantalla.